# Lista de pessoas em selos da Nigéria
Esta é uma lista de pessoas em selos da Nigéria e anteriores regiões constituintes, incluindo o ano em que apareceu em um selo.

## Lagos 1874–1906
- Victoria do Reino Unido (1874)
- Eduardo VIII do Reino Unido (1904)

## Protetorado Costa do Níger 1894–1898
- Victoria do Reino Unido (1894)

## Norte da Nigéria 1900–1912
- Victoria do Reino Unido (1900)
- Eduardo VIII do Reino Unido (1902)
- George V do Reino Unido (1912)

## Oil Rivers 1892–1893
- Victoria do Reino Unido (1892)

## Sul da Nigéria 1901–1912
- Victoria do Reino Unido (1901)
- Eduardo VIII do Reino Unido (1903)

## Nigéria 1914–1960
- Elizabeth II do Reino Unido (1953-1958)
- George V do Reino Unido (1914-1936)
- George VI do Reino Unido (1937-1948)

## Nigéria Independente 1960–presente
- Nnamdi Azikiwe (1963, 1964)
- Robert Baden-Powell (1965, 1982)
- Alexander Graham Bell (1976)
- Yakubu Gowon (1969)
- Jaja de Opobo (1964)
- John F. Kennedy (1964)
- Herbert Macaulay (1964)
- Murtala Muhammed (1977)
- Nefertari (1964)
- Wright brothers (1978)

## Biafra 1968-1969
- Papa Paulo VI (1969)